# Балатура
Балатура (лат. ballatorium, од vallus, грудобран, бедем; итал. ballatoio), балкон у виду узаног пролаза ограђеног парапетом или балустрадом, који опасује грађевину или неки њен део дуж спољашњих или унутрашњих зидова. Овај архитектонски елемент је карактеристичан за високе грађевине, као што су катедрале (Santa Maria del Fiore, Фиренца) и куле.
У традиционалној архитектури Јадранског приморја термином балатура, изведеним од балаторијум, означава се трем над улазом у приземље куће, односно балкон у висини првог спрата, којем се приступа спољашњим степеништем.